# 楊友仁
楊友仁，湖廣益陽人，明朝政治人物、進士出身。

## 生平
洪武十八年，登進士，授監察御史。